# Histoire de la bande dessinée américaine
Vous lisez un « article de qualité » labellisé en 2012.  Il fait partie d'un « thème de qualité ».
L'histoire de la bande dessinée américaine commence en 1842 avec la traduction d'une œuvre de Rodolphe Töpffer : The Adventures of Obadiah Oldbuck. Des artistes locaux s'emparent par la suite de ce nouveau média et créent les premières bandes dessinées américaines. Néanmoins, c'est le développement de la presse quotidienne qui permet à celle-ci de toucher un lectorat important avec les comic strips. Les premières années sont celles de la mise en place de codes canoniques de la bande dessinée (personnage récurrent, phylactères, etc.) et des premiers genres (family strips, récits d'aventures). Des personnages acquièrent une célébrité nationale et font l'objet d'adaptation trans-médiatiques tandis que les journaux se livrent un combat féroce pour avoir les auteurs les plus populaires.
La seconde évolution majeure est celle du comic book, en 1934, qui permet la diffusion de bande dessinée (d'abord des rééditions de comic strips) dans des supports dédiés. En 1938, lorsque Superman apparaît dans un de ces comic books, commence ce qui est appelé communément l'« âge d'or des comics ». Durant les années de guerre, les super-héros et l'animalier sont les genres les plus populaires. À la suite du déclin des super-héros, de nouveaux genres se développent (western, romance, science-fiction, etc.) et touchent un lectorat toujours plus important. Au début des années 1950, avec l'émergence de la télévision, la vente de comic books commence à décliner. Parallèlement, ils subissent de nombreuses attaques quant à leur prétendue nocivité pour la jeunesse. L'instauration de la Comics Code Authority fait disparaître les séries policières et d'horreur incriminées. Les comic strips ne sont pas touchés par ces attaques, ni les magazines.
En 1956 commence l'« âge d'argent des comics » avec la remise au goût du jour des super-héros Flash, Green Lantern par DC Comics. Si Dell Comics et ses bandes dessinées pour enfants reste la première maison d'édition de comic books, les genres autres que celui des super-héros commencent à décliner et de nombreux éditeurs ferment. Des super-héros très populaires, essentiellement créés par Stan Lee et Jack Kirby, apparaissent chez Marvel Comics. Celui-ci devient le premier éditeur de bande dessinée et le reste lors de la période suivante nommée l'« âge de bronze » (du début des années 1970 à 1985) pendant laquelle les histoires deviennent moins manichéennes alors que le comic book de super-héros assoit son hégémonie. La distinction entre ces deux périodes est souvent liée par les historiens à un évènement mais il s'agit plutôt d'une série de changements qui affectent plusieurs aspects du monde des comics. Dans le même temps apparaît la bande dessinée underground, qui, sur le plan esthétique, aborde des thèmes inédits et, sur le plan économique, s'appuie sur un nouveau modèle de diffusion. Les comic strips continuent à être diffusés dans tout le pays, certains connaissant une diffusion internationale, comme les Peanuts.
La période moderne apparaît d'abord comme un nouvel âge d'or lorsque des scénaristes et des dessinateurs recréent les personnages classiques ou lancent de nouvelles séries qui attirent des millions de lecteurs. Cependant, elle est ensuite marquée par un ensemble de crises qui menacent l'équilibre financier de nombreux acteurs. La bande dessinée alternative, fille de la bande dessinée underground se développe dans la lignée d'Art Spiegelman et son Maus. Le comic strip connaît quant à lui une crise de plus en plus marquée dans les années 2000 liée à celle de la presse dans son ensemble alors que dans le même temps se développent les webcomics, nés aux États-Unis.

## Les différentes périodes
Les historiens américains des comics utilisent généralement un découpage chronologique en « âges ». La première période, baptisée « âge d'or » est celle qui s'étend de 1938 (première apparition de Superman) à 1954 (instauration du Comics Code). La période suivante, l'« âge d'argent », va de 1956 au début des années 1970 et celle qui lui succède immédiatement et qui va jusqu'en 1986 est l'« âge de bronze ». Enfin, la dernière période, de 1986 à nos jours est l'« âge moderne ».
Cette division est habituelle mais tous les critiques ne l'appliquent pas ; certains proposent leurs propres périodes,. De plus les dates retenues peuvent varier selon les auteurs (il existe au moins quatre dates pour marquer la fin de l'âge de bronze).
Shirrel Rhoades dans son ouvrage A Complete History of American Comic Books reprend la division canonique mais cite Ken Quattro qui dans The New Ages : Rethinking Comic Book History propose trois périodes héroïques (de 1938 à 1955, de 1956 à 1986 et de 1986 à maintenant). Rhoades cite aussi Steve Geppi qui, prenant en compte les comic strips, divise l'histoire des comics en âges « victorien » (Victorian Age, de 1828 à 1882), « de platine » (« Platinum Age », de 1882 à 1938), « d'or » (« Golden Age », de 1938 à 1945), « atomique » (« Atom Age », de 1946 à 1956), « d'argent » (« Silver Age », de 1956 à 1971), « de bronze » (« Bronze Age », de 1971 à 1985), « de cuivre » (« Copper Age », de 1986 à 1992), « de chrome » (« Chrome Age », de 1992 à 1999) et « moderne » (« Modern Age », depuis 2000). Randy Duncan et Matthew J. Smith dans The Power of Comics: History, Form and Culture préfèrent parler d'ère de l'invention, de la prolifération, de la diversification, etc.
La prise en compte des comic strips dans l'histoire générale des comics a amené certains, dont Steve Geppi, à ajouter deux périodes précédant l'âge d'or : la période victorienne (des origines, de 1828 à 1882) et l'âge de platine (la période des comic strips). En effet, à l'origine seuls l'âge d'or et l'âge d'argent avaient droit de cité depuis que les termes Golden Age et Silver Age étaient apparus dans une lettre d'un lecteur publiée dans le no 42 de Justice League of America de février 1966 qui affirmait : « Si vous continuez à ramener les héros de l'âge d'or, dans vingt ans les gens parleront de cette décennie comme des sixties d'argent »,.

## Les débuts (de 1842 aux années 1930)

### Les prémices (de 1842 aux années 1890)

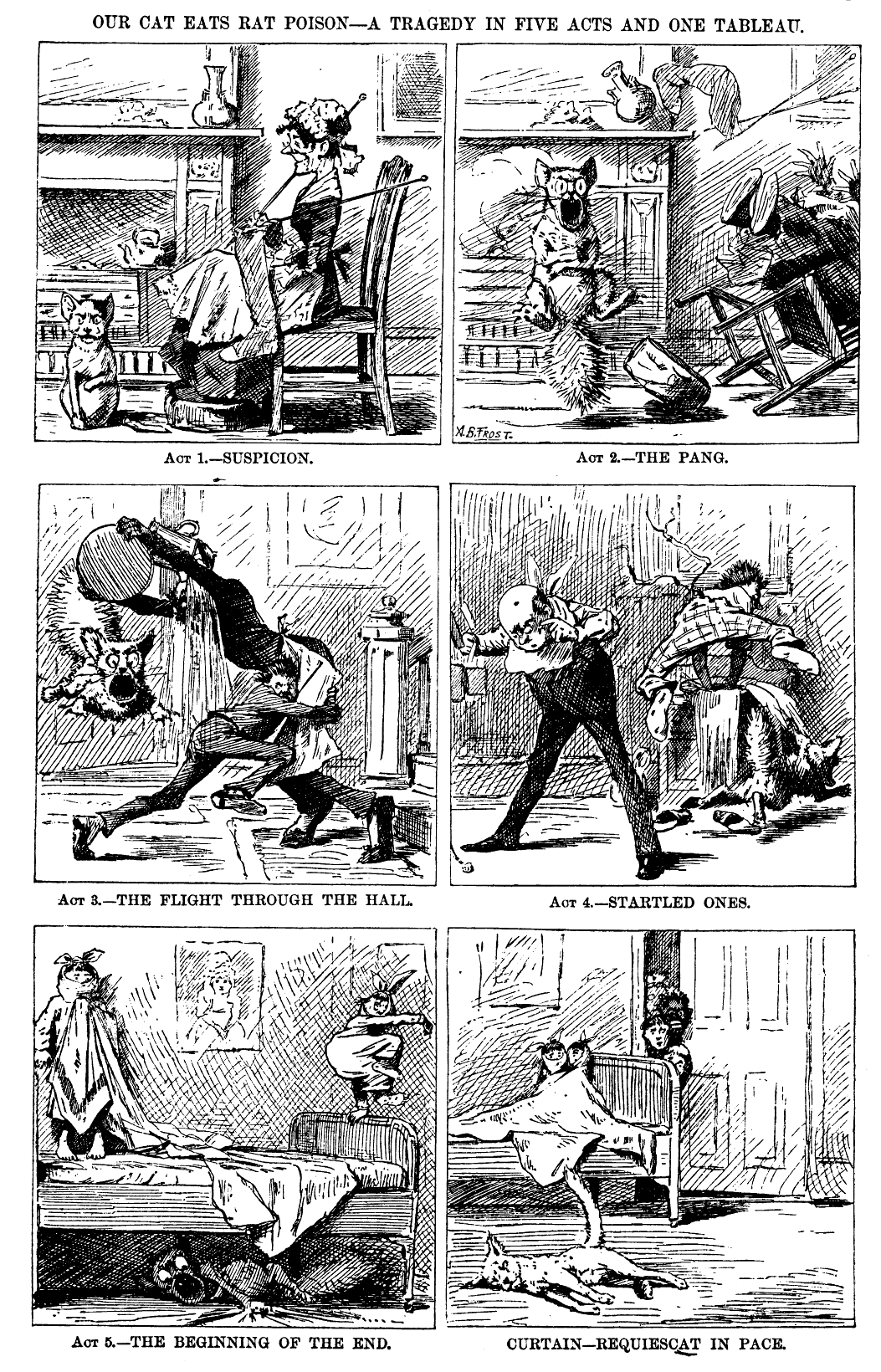
Une histoire d'Arthur Burdett Frost datée de 1881.

La bande dessinée aux États-Unis tire son origine des premières œuvres européennes. En effet, dès 1842, Les amours de M. Vieux-bois de Rodolphe Töpffer est publié sous le titre The Adventures of Obadiah Oldbuck. Cette édition est un piratage de l'œuvre originale car elle se fait sans l'autorisation de Töpffer et sans que celui-ci touche de droits d'auteur. Cette première publication est suivie de celle des autres œuvres de cet auteur, toujours sous formes d'éditions pirates. Les bandes dessinées de Töpffer sont régulièrement rééditées jusqu'à la fin des années 1870, ce qui donne à des artistes américains l'idée de produire des ouvrages semblables. Journey to the Gold Diggins by Jeremiah Saddlebags de James A. et Donald F. Read est en 1849 la première bande dessinée américaine,.
La production indigène reste cependant limitée jusqu'à l'émergence de magazines satiriques qui, sur le modèle du britannique Punch, publient dessins et courts textes humoristiques, mais aussi des récits en images et des bandes dessinées muettes. Les trois principaux titres sont Puck, Judge et Life. Des auteurs comme Arthur Burdett Frost y créent des histoires aussi innovantes que celles produites à la même période par les Européens.
Ces revues n'atteignent cependant qu'un public cultivé et assez riche pour pouvoir se les payer. Il faut attendre les progrès technologiques permettant une reproduction aisée et bon marché des images pour que la bande dessinée américaine prenne son envol. Quelques magnats de la presse comme William Randolph Hearst et Joseph Pulitzer se livrent alors une concurrence acharnée pour attirer des lecteurs et décident de publier des bandes dessinées dans leurs journaux.

### La mise en place des codes de la bande dessinée

#### Lesfunnies

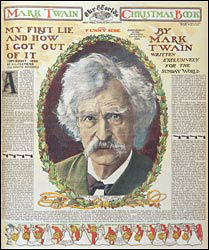
New York World de Joseph Pulitzer, datant de Noël 1899.

La période de la fin du XIXe siècle se caractérise par la mise en place progressive des éléments essentiels de la bande dessinée de masse américaine. On trouve alors dans ces journaux des pages d’humour, les funnies, qui sont publiées dans l'édition dominicale afin de fidéliser le lectorat. En effet, ce ne sont pas les informations données qui distinguent les journaux mais le discours éditorial et les pages qui ne sont pas informatives, dont les illustrations sont une composante importante. Ces pages portent alors le nom de comic supplément. En 1892, William Randolph Hearst fait paraître des dessins humoristiques dans son premier journal, le San Francisco Examiner. James Swinnerton crée à cette occasion les premiers dessins d’animaux humanisés dans la série Little Bears and Tykes (« Les Petits Ours et les Mômes »). Cependant, les dessins publiés dans la presse sont plutôt des séries de dessins humoristiques indépendants occupant une page complète. L'objet bande dessinée même, en tant que séquence narrative exprimée au moyen d'images qui se succèdent, ne s'impose que lentement.

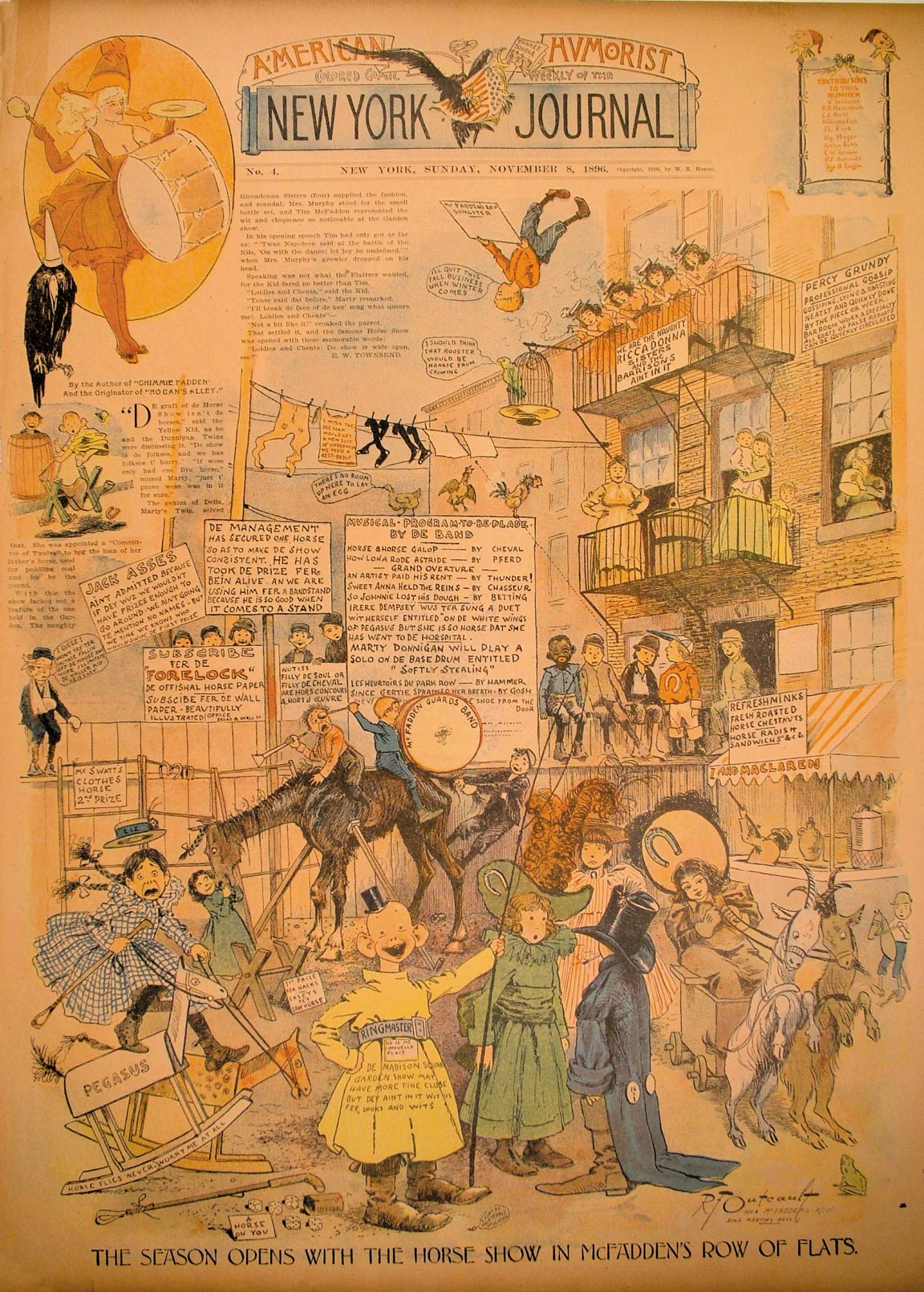
'The Yellow Kid dans le 'New York Journal du 8 novembre 1896

En 1894, Joseph Pulitzer publie dans le New York World le premier strip en couleurs, dessiné par Walt McDougall, montrant que la technique permet dorénavant ce genre de publications. Des auteurs commencent à créer des personnages récurrents. Ainsi, toujours en 1894 et dans le New York World, Richard F. Outcault propose Hogan’s Alley, créé quelque temps avant dans le périodique Truth. Dans cette série de grands dessins pleine page fourmillant de détails humoristiques, il met en scène des gamins des rues, dont l'un est habillé d’une chemise de nuit bleue (qui devient jaune en 1895). Rapidement, le petit personnage devient la coqueluche des lecteurs qui le surnomment « Yellow Kid » (« Le Gamin en jaune »). Le 25 octobre 1896, le Yellow Kid prononce ses premières paroles dans un phylactère (elles étaient auparavant écrites sur sa chemise). Outcault avait déjà utilisé ce procédé mais cette date est le plus souvent considérée aux États-Unis comme celle de naissance de la bande dessinée.
Le succès du Yellow Kid dope les ventes du New York World, attisant la convoitise de Hearst. La concurrence féroce que se livrent Hearst et Pulitzer aboutit en 1896 au débauchage d’Outcault par Hearst pour travailler au New York Journal. Une âpre bataille judiciaire autorise Pulitzer à continuer la parution de Hogan’s Alley (qu’il confie à Georges B. Luks) et Hearst à publier la série sous un autre nom. Richard Outcault choisit comme titre The Yellow Kid. En 1897 est publié Yellow Kid Magazine constitué de planches précédemment parues dans des journaux et qui est le premier magazine de ce genre.

#### Lescomic strips
Les histoires de quelques cases disposées horizontalement sur deux bandes ou une page s'imposent rapidement : c’est le début des Comic strips. En 1897, Rudolph Dirks crée dans American Humorist, supplément hebdomadaire du New York Journal, The Katzenjammer Kids, connu en France sous le nom de Pim Pam Poum. Très vite, Dirks utilise des bulles et sa série de bande dessinée devient la première à utiliser systématiquement la narration linéaire.

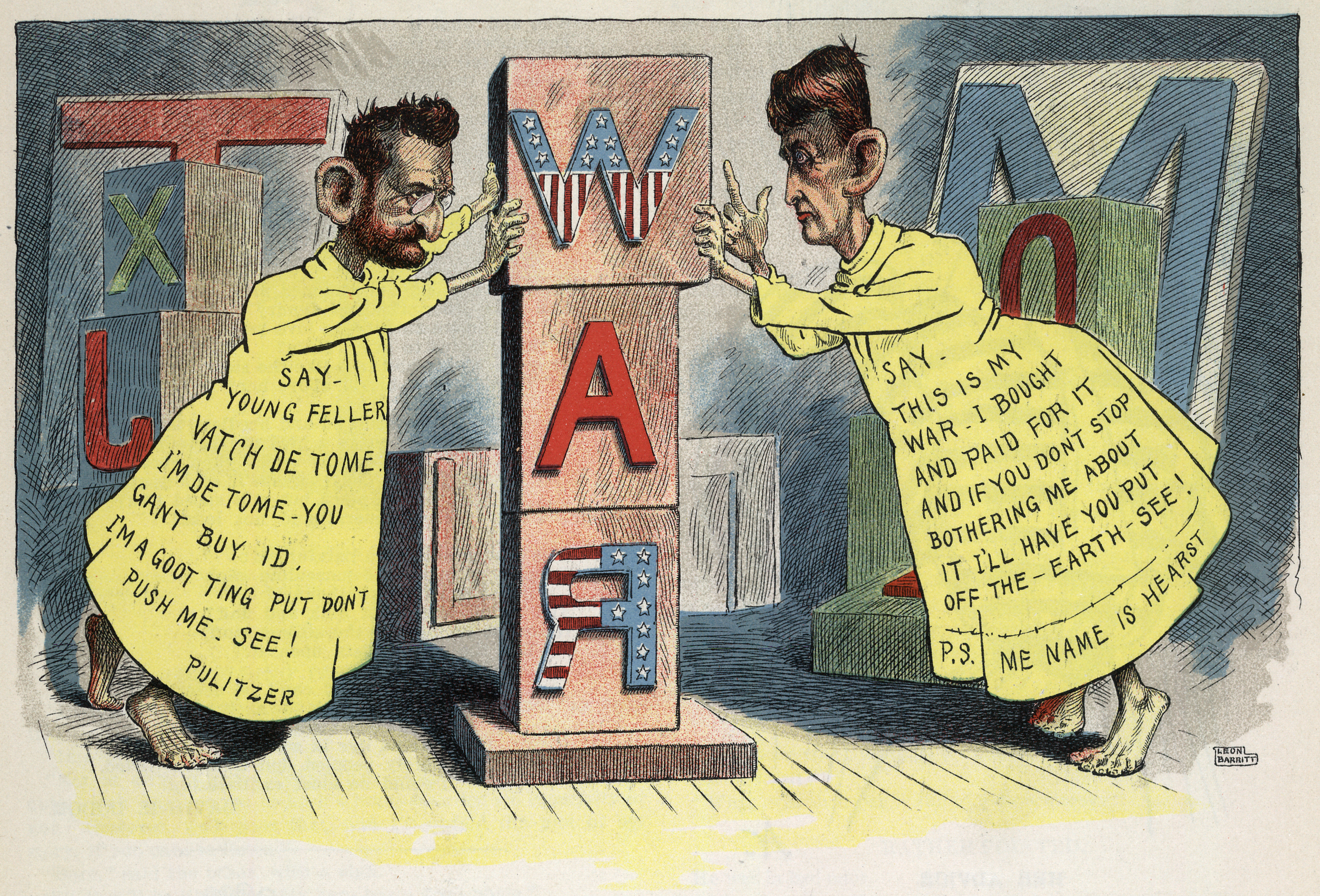
The Yellow journalism

Les lecteurs de ces journaux spectateurs de tous ces débauchages qui donnent lieu à des procès surnomment cette presse le « Yellow journalism », expression qui désigne un journalisme fondé sur le sensationnel et les « coups ».

#### Des œuvres fondamentales

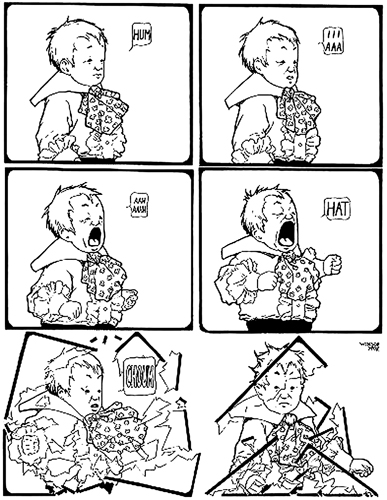
Une planche du Petit Sammy éternue jouant avec les codes de la bande dessinée.

À la suite du succès d'Outcault et Dirks, de nombreux dessinateurs s'essaient au comic strip. Beaucoup ne font que suivre les séries à succès. Mais se devant de séduire un lectorat de plus en plus exigeant mais versatile, d'autres auteurs rivalisent d'imagination. Qu'elles soient inspirées par le quotidien ou plus fantastiques, certaines bandes dessinées jouent avec les codes de leur art, comme Le petit Sammy éternue de Winsor McCay (1904-1905), The Kin-der-Kids (1906-1907) du futur peintre Lyonel Feininger ou les Upside-Downs of Little Lady Lovekins and Old Man Muffaroo de Gustave Verbeck (1903-1905). Dans celle dernière série, publiée dans le New York Herald, Verbeck crée des strips en palindrome qui se lisent dans le sens normal de lecture de gauche à droite puis l’histoire se continue en retournant tête-bêche le journal et en relisant les cases dans le sens inverse, ce qui transforme Lady Lovekins en Old Man Muffaroo, le chapeau de l’une devenant la barbe de l’autre. De telles expérimentations inspirent, bien plus tard, des auteurs comme ceux de l'Oubapo.
À partir du 24 septembre 1905, Winsor McCay publie Little Nemo in Slumberland dans le New York Herald de Pulitzer. Cette série est la plus emblématique de cette période. Les qualités de dessinateur et de l'imagination effrénée de McCay, son utilisation systématique des phylactères et son abandon des bandes pour une mise en page innovante où la taille des cases varie selon les besoins du récit donnent à cette bande dessinée une grande importance. Les couleurs jouent aussi un rôle important car McCay utilise des couleurs entre tons pastels et couleurs pures dans un style art nouveau. Little Nemo in Slumberland rencontre un grand succès public et McCay ne tarde pas à être débauché par le groupe de presse de Hearst en 1911, ce qui oblige McCay à renommer Little Nemo in Slumberland en In the Land of Wonderful Dreams ; la série continue jusqu'en 1914.
En 1912, Dirks, auteur des Katzenjammer Kids prend une année sabbatique en Europe. Hearst, ne souhaitant pas interrompre une série si populaires, confie alors les Kids à Harold Knerr. À son retour, Dirks propose alors sa bande au New York World de Pulitzer ; un procès oppose ensuite les deux éditeurs au sujet de la série. Finalement, le jugement permet à Dirks ce continuer à publier chez Pulitzer les aventures des personnages qu'il a créés, mais il doit adopter un nouveau titre (d'abord Hans and Fritz, puis The Captain and the Kids). Le titre The Katzenjammer Kids demeure en effet la propriété de Hearst, qui continue de son côté à publier la version de Knerr. Deux séries très similaires, avec les mêmes personnages principaux mais avec des titres différents, coexisteront ensuite dans la presse américaine durant plusieurs décennies. Cette jurisprudence, capitale dans l'histoire de la bande dessinée américaine, établit qu'une série appartient à l'éditeur de celle-ci plutôt qu'à son auteur. En laissant les mains libres aux éditeurs, elle encourage également ceux-ci à développer le merchandising autour des séries les plus appréciées des lecteurs,.

### Le règne ducomic strips

#### Lesdaily stripset la syndication

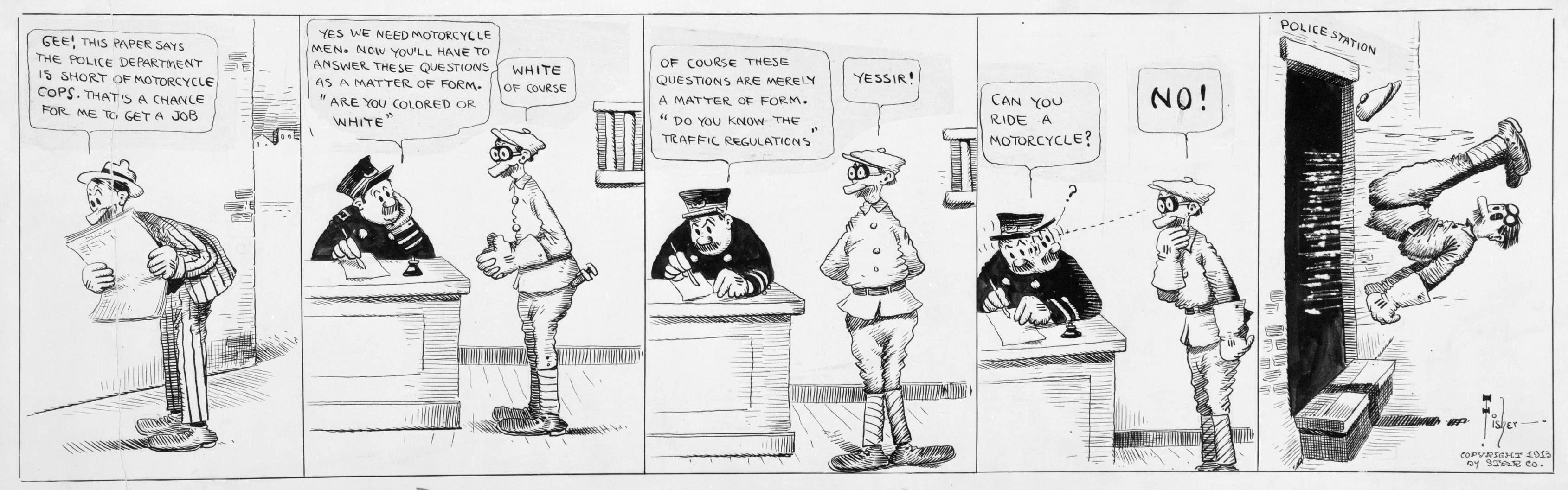
Un daily strip de Mutt and Jeff daté de 1913.

Si les comic strips se sont bien imposés dans le paysage de la presse américaine dominicale, ce n'est cependant qu'en 1903 qu'apparaît le premier daily strip (« bande quotidienne »), c'est-à-dire le premier comic strip publié quotidiennement, en noir et blanc, dans les pages intérieures d'un journal. Cette innovation est due au Chicago American de Hearst et à l'auteur Clare Briggs qui lancent en décembre A. Piker Clerk. Cette série dure peu et c'est seulement en 1907 que cette expérience du daily strip est tentée de nouveau. Le 15 novembre de cette année est publié dans le San Francisco Chronicle de Hearst Mr A. Mutt Starts In to Play the Races de Bud Fisher. Peu après, Fisher ajoute à Mutt un acolyte, Jeff, et la série devient Mutt and Jeff,. Le succès de la série amène cette fois les autres journaux à proposer des daily strip d'une bande en noir et blanc en semaine et un sunday strip d'une page ou une demi-page en couleur le dimanche.
Cinq ans plus tard, Hearst est à l'origine d'une autre innovation qui structure en profondeur le comic strips : la syndication systématique. Ce procédé apparu au dix-neuvième siècle consiste pour un auteur à céder à l'éditeur ses droits de diffusions. Celui-ci peut alors proposer aux journaux américains et du monde entier des abonnements aux différentes œuvres de son catalogue, permettant à l'auteur de connaître une diffusion beaucoup plus importante que s'il ne publiait que dans un seul quotidien. En 1914, Hearst fonde avec Moses Koenigsberg le King Features Syndicate, le premier très gros syndicate américain. Il y distribuait des éditoriaux, des nouvelles, des dessins d'humour et politiques mais aussi des bandes dessinées. Dans ce cadre, l'auteur n’est qu’un employé de l'agence et il peut être remplacé à tous moments par un autre dessinateur qui reprend alors ses personnages. Les dessinateurs abandonnent tous leurs droits au profit des patrons de presse et cela dure jusqu'en 1950. Ainsi apparaît le principe du héros de bande dessinée passant de dessinateur en dessinateur. D'autres syndicate voient le jour durant cette période comme le United Feature Syndicate, le New York News Syndicate, le Field Newspaper Syndicate, etc.

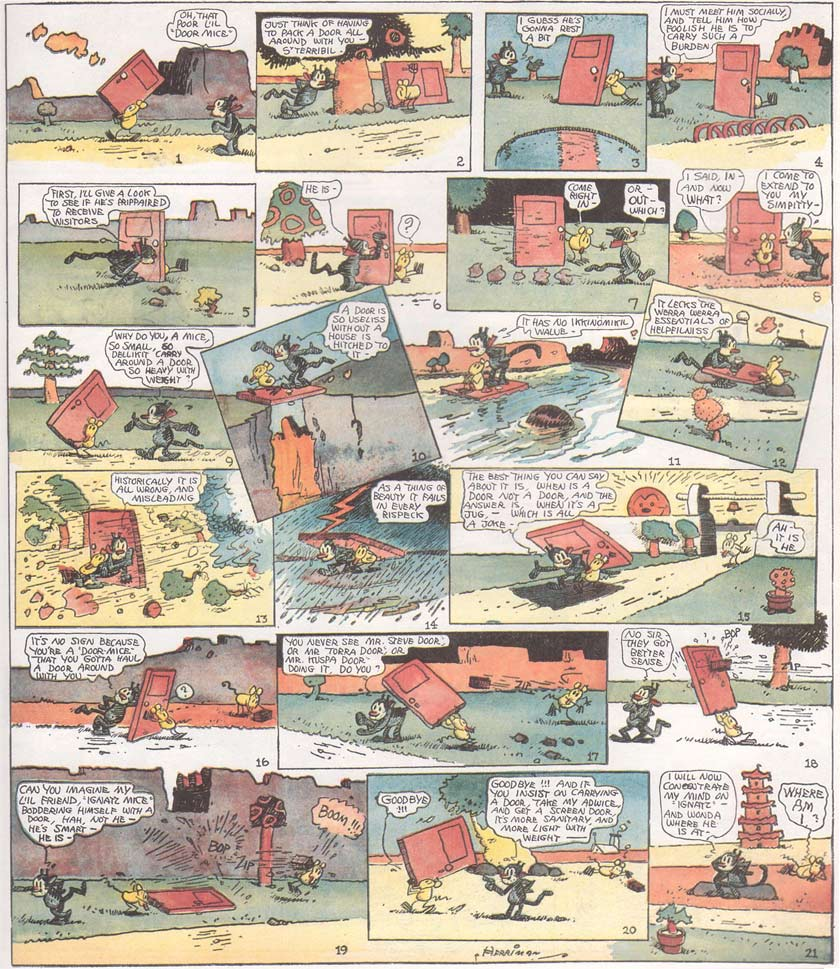
Krazy Kat de George Herriman en 1922.

C'est dans ce cadre qu'émerge une autre série importante, Krazy Kat, de George Herriman. À l'origine, le chat Krazy Kat et la souris Ignatz Mouse n'était que le topper (courte bande dessinée située en haut, d'où le nom, ou en bas d'un sunday strip du même auteur) de The Dingbat Family, série familiale assez classique apparue dans le New York Journal en 1910. En 1913, Herriman lance le daily strip, suivi en 1916 du sunday strip. Cette série qu'il poursuit jusqu'à sa mort en 1944, moyennement appréciée des lecteurs mais soutenue par Hearst qui l'appréciait beaucoup, est l'une des rares à être remarquées par les critiques culturels et les artistes légitimes dans l'entre-deux-guerres. Elle est aujourd’hui considérée comme une œuvre majeure de la bande dessinée internationale compte tenu du nombre important de dessinateurs qui se déclarent influencés par le dessin de Herriman ainsi que par sa maîtrise de l’absurde et l'inventivité de son langage et de ses dialogues.

#### Lesfamily strips
C'est à ce moment que les comics vont prendre un premier tournant. Si en Europe la bande dessinée est avant tout enfantine, aux États-Unis le comic strip est familial ; c'est ainsi que se développe ce qui est appelé plus tard les « family strips » : des séries racontant l'« American way of life » naissant. Polly and Her Pals ouvre en 1912, dans le New York Evening, le chemin des family strips. Cliff Sterrett dessine les peines de cœur de Polly sans oublier de s’intéresser à toute la famille. À partir de 1918, le dessin de Sterrett subit l'influence des cubistes et du surréalisme, une approche qui fait de lui un des pionniers du graphisme moderne. Un autre dessinateur s’engouffre dans la brèche du family strip avec succès en 1913 : Geo McManus raconte l’histoire d’un couple de nouveaux riches partagé entre la reconnaissance sociale pour l'épouse, Maggie, et les copains de bar pour le mari, Jiggs. Geo McManus dessine La Famille Illico (Bringing Up Father) avec un trait particulièrement épuré.
Après ces deux séries qui précèdent la Première Guerre mondiale, d'autres vont suivre pour exploiter le filon des family strips. Ainsi, en 1918, Frank King fait rentrer la vraie vie dans sa série Gasoline Alley. Ses personnages vont vieillir comme dans la vie réelle, se marier, avoir des enfants et ce sous sa plume jusqu’en 1951. La série existe toujours en 2012. En 1920, Bicot (Winnie Winkle) de Martin Branner pour le Chicago Tribune, un journal de Joseph Medill Patterson, autre magnat de la presse rival de William Randolph Hearst, est emblématique de l'évolution des mœurs. La femme américaine vient d'acquérir le droit de vote et Winnie vit comme une jeune femme libérée ses amours en tous genres. En France, la bande dessinée prend pour titre le nom de son frère Bicot (Perry dans la version américaine) et non de Suzy (Willie dans la version américaine).
Suit en 1924, en plein développement du capitalisme triomphant, Little Orphan Annie créé par Harold Gray pour le New York Daily News, un autre titre de Patterson. Les héros Annie et Oliver « daddy » Warbucks obtiennent tout ce qu'ils veulent par leur volonté et leur sens des affaires. Pour eux, l'audace paie toujours.
La Grande Dépression plonge les États-Unis dans le marasme, heureusement un héros va résoudre tous les problèmes avec une simple boîte d’épinards. Depuis 1919, Elzie Crisler Segar dessine dans les pages du New York Journal la série Thimble Theatre dans laquelle des personnages apparaissent et disparaissent au fil des strips ; l'un de ses personnages prend la vedette dès 1929 et impose son nom à la série : Popeye. E. Segar rebaptise donc sa série Popeye, the sailor (« Popeye le marin ») en 1931.
C’est en 1930, avec Blondie dessinée par Chic Young dans le "New York American Journal" qu'apparaît l'archétype du family strip : Blondie sacrifie sa vie facile et tranquille de jeune aristocrate pour aider Dagwood Bumstead. Surnommée « la petite fiancée de l’Amérique » par ses admirateurs, elle se marie quand même avec lui en 1933, sans perdre ses lecteurs.
En 1930 King Features Syndicate achète les droits à Disney de Mickey Mouse apparu en 1927. Si le premier strip est scénarisé par Walt Disney et dessiné par Ub Iwerks avec un encrage de Win Smith, c’est Floyd Gottfredson qui assure l’évolution graphique de Mickey et de Dingo. Donald Duck apparaît en 1934, tandis que Carl Barks crée en 1947 l'oncle Picsou.

#### Les strips d'aventures
À partir du milieu des années 1920 apparaissent les séries mettant en scène des héros confrontés à toutes sortes d'aventures. Le premier artiste à proposer ce type de personnage est Roy Crane qui crée en 1924 pour le syndicate Newspaper Enterprise Association Wash Tubbs, et son aventurier éponyme à la recherche de trésors perdus. Cette aventure prend de l'importance en 1929 avec l'arrivée aux côtés de Wash Tubbs d'un nouveau personnage particulièrement athlétique : Captain Easy. Celui-ci prend de plus en plus de place pour finir par obtenir une page dominicale en 1933 sous le nom de Captain Easy, Soldier of Fortune. Wash Tubbs et Captain Easy sont repris dans les années 1930 en comic books par plusieurs éditeurs comme Dell, Hawley ou Argo.
Après Wash Tubbs d'autres héros vont arriver dans les pages des quotidiens. Parmi les plus célèbres figurent l'adaptation du personnage de roman Tarzan lancée par Hal Foster en 1929, Scorchy Smith créé en 1930 par John Terry et repris en 1933 par Noel Sickles, Dick Tracy, une bande dessinée policière de Chester Gould lancée en octobre 1931, Mandrake le magicien de Lee Falk, Flash Gordon, une bande dessinée de science-fiction d'Alex Raymond et Terry et les Pirates de Milton Caniff toutes trois créées en 1934.

## L'âge d'or des comics (1938-1954)

### Des origines à la Seconde Guerre mondiale

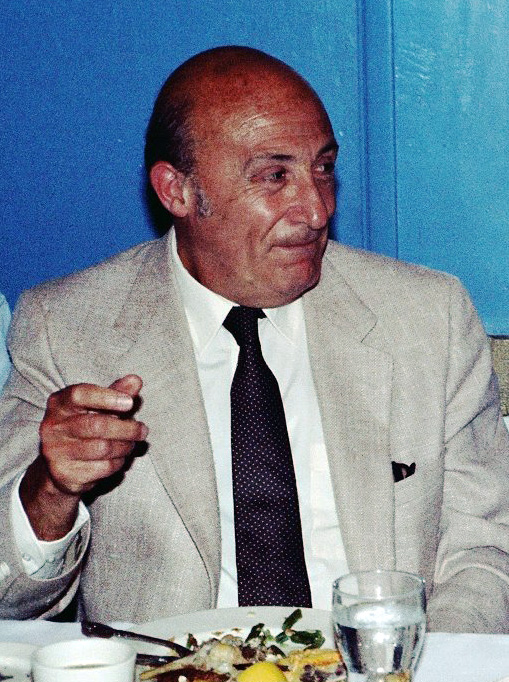
Will Eisner, créateur du Spirit

#### La naissance des comic books
En 1933, la bande dessinée américaine connaît une nouvelle révolution avec l'apparition des comic books. Max Gaines, à partir de strips publiés dans les journaux, crée un magazine destiné à être offert comme cadeau promotionnel par des entreprises. Par la suite, il a l'idée de vendre ces fascicules sans qu'ils soient liés à un produit. Cependant d'autres ont la même idée et en 1933 paraissent deux comics  Detective Dan, Secret Operative No. 48, qui est le premier dans lequel est publié un récit inédit, et The adventures of Detective Ace King, tous deux édité par la société Humor Publication. Aucun de ces pionniers des comic books ne dépassent le premier numéro et leur manque de notoriété les fait tomber dans l'oubli Ainsi en février 1934, paraît Famous Funnies un comic book de cent pages vendu au prix de dix cents et qui reprend des strips de journaux tels que Joe Palooka, Mutt and Jeff, Dixie Dugan,. Un seul numéro paraît cependant et, en mai 1934, sort le premier numéro de Famous Funnies, série deux, qui est un mensuel publié jusqu'en 1955. Ce comics n'est pas immédiatement rentable et il faut attendre le septième numéro pour que Eastern Color Printing, la société qui l'édite, commence à gagner de l'argent. Bientôt de nouvelles maisons d'édition apparaissent pour profiter du succès grandissant de ce nouveau média et les différents genres du comic strip (humour, western, science-fiction, etc.) font l'objet de publications dédiées.

#### Superman et autres super-héros
En 1938, l'une de ces maisons d'édition, nommée National Allied Publications, décide de lancer un nouveau comic book. National Allied Publications, fondée en 1934 par Malcolm Wheeler-Nicholson, est depuis 1938 la propriété de Harry Donenfeld et Jack Liebowitz. À l'origine, la maison est déficitaire mais sous cette nouvelle direction elle commence à gagner de l'argent. Pour ce nouveau titre, les éditeurs sont à la recherche d'histoires originales. Ils acceptent donc le projet de deux jeunes auteurs, Joe Shuster et Jerry Siegel, qui ont déjà créé deux séries d'aventures (Dr Occult et Slam Bradley) pour National. Ils présentent cette fois une série qui met en scène les aventures d'un personnage doué d'une force surhumaine et nommé Superman. Ce projet était déjà ancien et avait été présenté à plusieurs maisons d'édition qui l'avaient toutes refusé. C'est grâce à Max Gaines que Siegel et Shuster travaillent de nouveau à leur création, et que Donenfeld et Liebowitz se laissent convaincre de le publier. C'est donc dans le premier numéro, paru en mars 1938, de ce nouveau comic book intitulé Action Comics, qu'apparaît le premier super-héros, Superman.
Le succès est immédiat et rapidement Superman est copié. Victor Fox, propriétaire de Fox Comics, demande à Will Eisner de créer un ersatz de Superman. Cela finit par un procès que Fox perd. En 1941, National lance une nouvelle procédure judiciaire, cette fois-ci contre Fawcett Comics, qui édite les aventures de Captain Marvel créé en 1940 par C. C. Beck. Cela n'empêche pas la multiplication des éditeurs Charlton Comics, Timely, etc. et des super-héros en tout genre. Timely présente ainsi Namor de Bill Everett ou Human Torch de Carl Burgos ; All-American Publications, fondé par Max Gaines en 1939, publie les aventures de Flash de Gardner Fox au scénario et Harry Lampert au dessin, Green Lantern de Bill Finger au scénario et Martin Nodell au dessin et Wonder Woman de William Moulton Marston, etc. alors que DC dans le numéro 27 de Detective Comics fait paraître les premières aventures de Batman, créé par Bob Kane et Bill Finger.

#### Lescomic strips
Si la bande dessinée américaine se développe dans le nouveau format du comic book, elle reste toujours aussi importante dans le format du comic strip. En effet, de nombreuses séries voient le jour pendant cette période d'avant-guerre. Parmi celles-ci se trouvent Le Fantôme (The Phantom) de Lee Falk, qui commence à être publié en 1936, et Prince Vaillant  de Hal Foster en 1937. En juin 1940 paraît la première histoire du Spirit, de Will Eisner, dans un supplément de seize pages à un journal. Dans un autre genre, celui de l'humour « intellectuel », Walt Kelly propose Pogo. Les strips les plus appréciés sont diffusés dans des centaines de journaux et sont lus par des dizaines de millions de personnes.

### Des héros patriotes

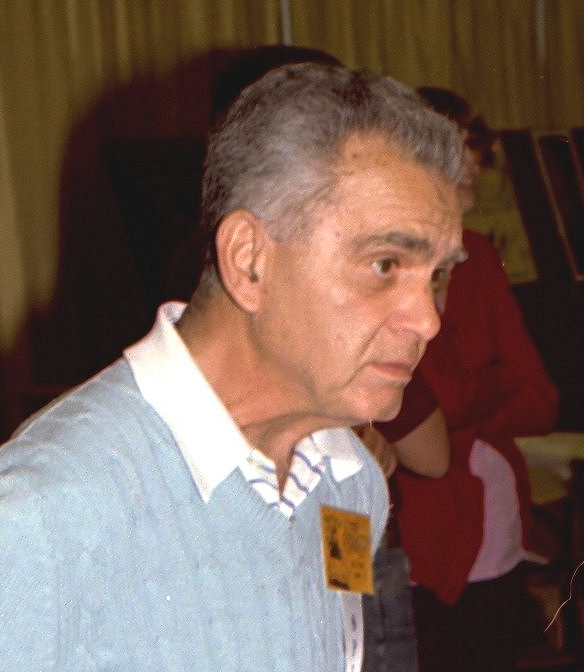
Jack Kirby, co-créateur de Captain America

Dans le flot de personnages de comic book, un super-héros s'impose par son originalité. Captain America, créé par Joe Simon et Jack Kirby, apparaît en décembre 1940 et se fait immédiatement remarquer. L'ennemi n'est plus un quelconque savant fou ou un génie du mal, mais Adolf Hitler et ses sbires. La couverture du numéro 1 montre d'ailleurs Captain America donner un coup de poing au Führer. Bien qu'il ne soit pas le premier super-héros patriote, puisqu'il a été devancé par The Shield édité par MLJ (la date sur la couverture est janvier 1940), Captain America est celui qui va lancer ce type de personnage. Martin Goodman, éditeur de Timely, voyant le succès du comics, publie rapidement les aventures de nouveaux personnages semblables, USAgent, puis Bucky. L'assistant de Captain America va avoir son propre comic book dans lequel il est allié à Toro, l'assistant de Human Torch et de jeunes sans pouvoir mais prêts à lutter contre le nazisme. D'autres éditeurs profitent du filon et de nombreux ersatz de Captain America apparaissent ; Kirby et Simon créent ainsi pour DC ComicsThe boys commando. Ce succès va s'accentuer avec l'entrée en guerre des États-Unis mais il s'achève dans l'immédiat après-guerre quand tous ces héros patriotiques perdent leurs adversaires : les nazis et les Japonais.

### Les autres genres
Si les comics de super-héros attirent les adolescents, ce ne sont pas ceux-là qui dominent la production. Le genre qui est le plus important est celui des comics mettant en scène des animaux anthropomorphes comme Mickey Mouse ou Bugs Bunny. En 1940, Dell Comics, en partenariat avec Western Publishing, publie le premier numéro de Walt Disney's Comics and Stories. Ce comic book alterne les réimpressions des comic strips de Donald Duck de Al Taliaferro et des récits originaux de Mickey dessinés par Floyd Gottfredson. L'année d'après, Dell toujours, édite Looney Tunes & Merrie Melodies Comics un comics consacré aux héros de la Warner Bros. Suivent les personnages des dessins animés de Walter Lantz comme Woody Woodpecker et le périodique Four Color Comics publié jusqu'à deux fois par semaine dans lequel on retrouve des personnages de Disney mais aussi d'autres héros popularisés par les dessins animés comme Popeye.
D'autres genres connaissent aussi le succès : les comics humoristiques, les comics éducatifs comme ceux de Gilberton proposant des adaptations des classiques de la littérature, les séries mettant en scène des adolescents comme Archie qui raconte les aventures humoristiques d'un groupe d'adolescents, etc. Néanmoins, ce sont les super-héros et les animaux humanisés publiés par Dell qui dominent le marché.

### L'après-guerre

#### Le succès de nouveaux genres
Les super-héros patriotiques ne sont pas les seules victimes de la fin de la guerre, les autres super-héros (à l'exception des plus importants qui sont Superman, Batman et Wonder Woman) perdent aussi leurs lecteurs qui préfèrent se tourner vers d'autres genres. Cette désaffection pour le genre super-héros s'accompagne d'une crise de surproduction qui amène les vendeurs de journaux à refuser des comics avant même d'avoir ouvert les cartons dans lesquels ils se trouvent. Les comic books qui tirent leur épingle du jeu sont donc ceux avec un lectorat fidèle et ceux qui s'inspirent de succès déjà existants, car dans ces deux cas les kiosquiers sont assurés de vendre. Ainsi les comics policiers voient leurs ventes progresser de façon importante en suivant l'exemple de Crime Does Not Pay (dont le premier numéro date de 1942), édité par Lev Gleason Publications, qui se vend à plus d'un million d'exemplaires.
Le deuxième genre qui connaît des ventes importantes est à mille lieues de la violence du précédent puisqu'il s'agit des romance comics qui apparaissent en juin 1947, alors que la crise de surproduction a cessé, avec la parution de Young Romance de Joe Simon et Jack Kirby édité par Prize Publications. Avant cette date, ce genre n'existait pas, mais dès que le succès est patent (les ventes entre le premier et le troisième numéro sont triplées) les imitations fleurissent. Timely, avec My Romance, daté d'août 1948, Fox avec My life (septembre 1948) et Fawcett avec Sweetheart (octobre 1948) sont les premiers éditeurs à suivre cette mode et bientôt les comics de romance envahissent les rayons pour atteindre le nombre de 147 comics publiés au plus fort de l'engouement pour ces histoires de cœur.
Enfin les comics d'horreur constituent le troisième genre qui attire les lecteurs. La principale maison d'édition, qui est à l'origine de ce genre, est EC Comics, restée pour cette raison dans l'histoire des comics. Elle est fondée par Max Gaines en 1944, après qu'il a vendu All Star Comics à DC Comics. À l'origine EC Comics diffusait des comics religieux, pédagogiques ou enfantins mais après la mort de Max Gaines, l'entreprise passe entre les mains de son fils William Gaines qui change l'orientation de ses publications en proposant des westerns, de la romance et des histoires criminelles. Un tournant décisif est pris en 1949 lorsque paraissent les premiers comics d'horreur Crypt of Terror et The Vault of Horror. Une fois encore, de nombreuses imitations paraissent et envahissent les étalages des vendeurs.

#### Les débuts de la guerre froide
Le contenu des comics évolue aussi avec le début de la guerre froide. Si l'immédiat après-guerre propose des messages optimistes d'un monde pacifié, rapidement le conflit larvé entre les États-Unis et l'URSS trouve des échos dans les comics et le début de la guerre de Corée généralise le message anticommuniste. Si les comics de super-héros ignorent le plus souvent cette guerre, en revanche les comics de guerre trouvent un sujet parfait pour augmenter les ventes. Le message tient le plus souvent de la propagande (comme le montrent par exemple la série G.I. Joe), bien que certaines œuvres se veuillent plus réfléchies comme les comics Two-Fisted Tales et Frontline Combat dont Harvey Kurtzman est le rédacteur en chef chez EC Comics. Cependant, quel que soit le message qu'ils délivrent, ces comics ne sont pas appréciés des associations familiales. D'une façon générale, ils sont jugés trop violents. De plus, s'ils sont trop réalistes, ils risquent d'amener les jeunes lecteurs à critiquer la guerre de Corée, s'ils sont trop idéalistes ils font passer la guerre pour un jeu. La période de la guerre froide n'est pas favorable aux comics car le Bien et le Mal ne sont pas aussi identifiables qu'à l'époque de la guerre contre le nazisme. Le choix est d'ignorer les changements de la société (ce que font les comics de super-héros qui présentent des personnages le plus souvent dans un monde insouciant) ou de les représenter au risque de subir les foudres des critiques bien-pensantes. Une autre option existe qui est d'opposer des super-héros et des super-vilains communistes, mais celle-ci conduit toujours à un échec car ces scénarios simplistes n'attirent plus des lecteurs qui ont grandi et cherchent plus de réalisme.

#### Une période de changements

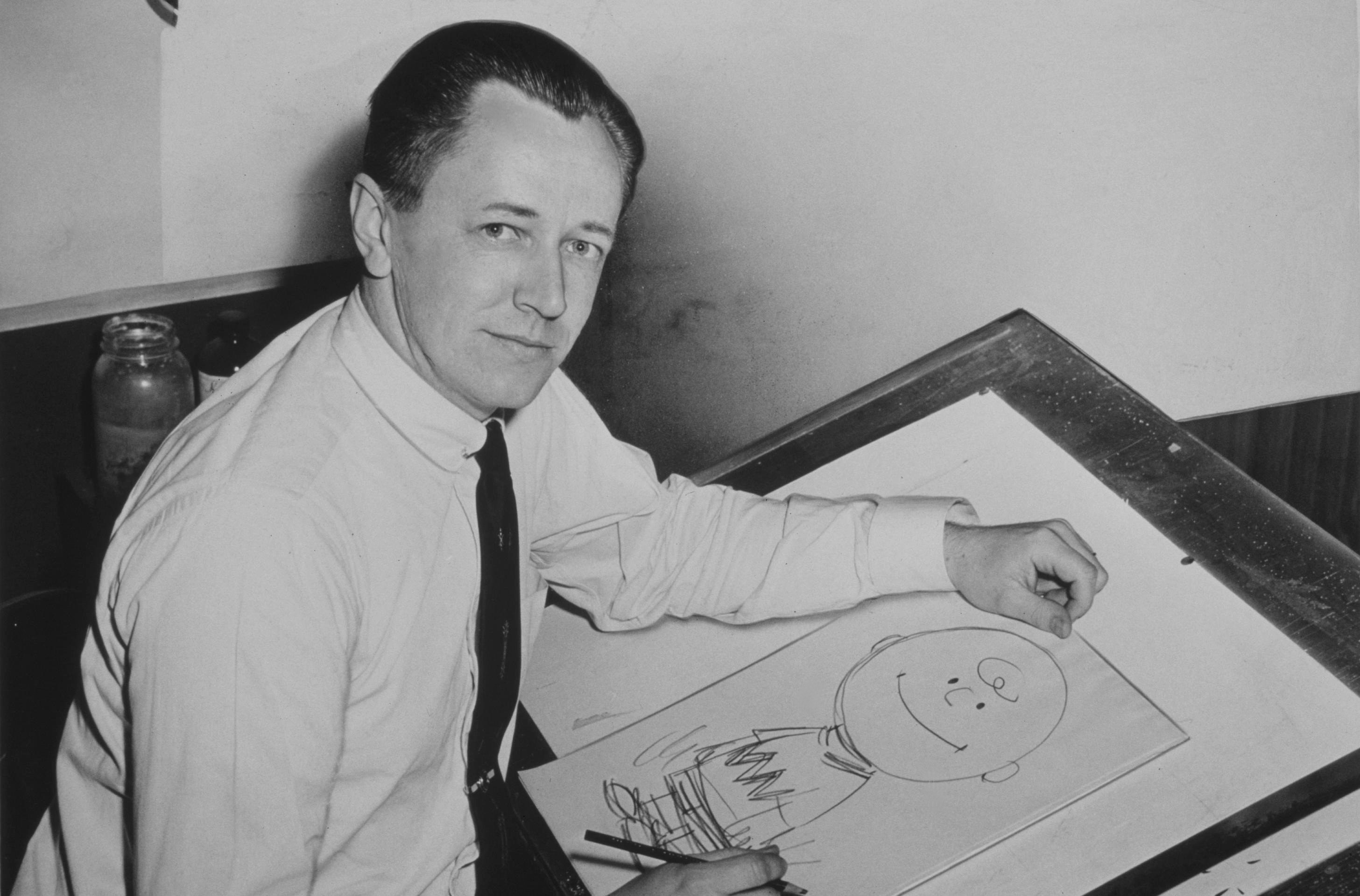
Charles M. Schulz en 1956, dessinant Charlie Brown.

Si le comic book est la forme de bande-dessinée qui connaît la plus importante évolution, cela ne signifie pas que le comic strip disparaisse. Au contraire, ces bandes quotidiennes se retrouvent toujours dans les journaux. Ainsi, en 1947, Milton Caniff commence la série Steve Canyon.Par ailleurs c'est à cette époque, le 2 octobre 1950, que paraît le premier strip des Peanuts de Charles Schulz. Cette série persiste jusqu'à la mort de son auteur, le 13 février 2000. Néanmoins, le comic strip évolue aussi car la taille des pages du dimanche comme celle des strips quotidiens diminue. Alors que le strip du dimanche occupait une page complète, sa taille se réduit et plusieurs séries finissent par occuper une seule page.
La bande dessinée américaine connaît donc de très gros succès mais cela ne va pas durer et les comic books vont traverser des crises sévères. Le succès des trois genres cités ci-dessus ne va pas se poursuivre et, en 1955, ils ont disparu ou connaissent une brutale chute des ventes. Le premier des trois à connaître ce sort est le romance comics. En 1949, un cinquième des comics vendus est un comics de romance mais en 1950 le marché s'effondre : le nombre de séries est divisé par deux entre le premier et le second semestre 1950. En 1951, seules trente séries sont encore publiées. Les ventes déclinent ensuite peu à peu. L'effondrement des comics de romance s'explique par la désaffection du public ; il n'en est pas de même pour les comics policiers ou d'horreur qui vont disparaître lors de l'instauration du comics code en 1954.

### LeComics Code

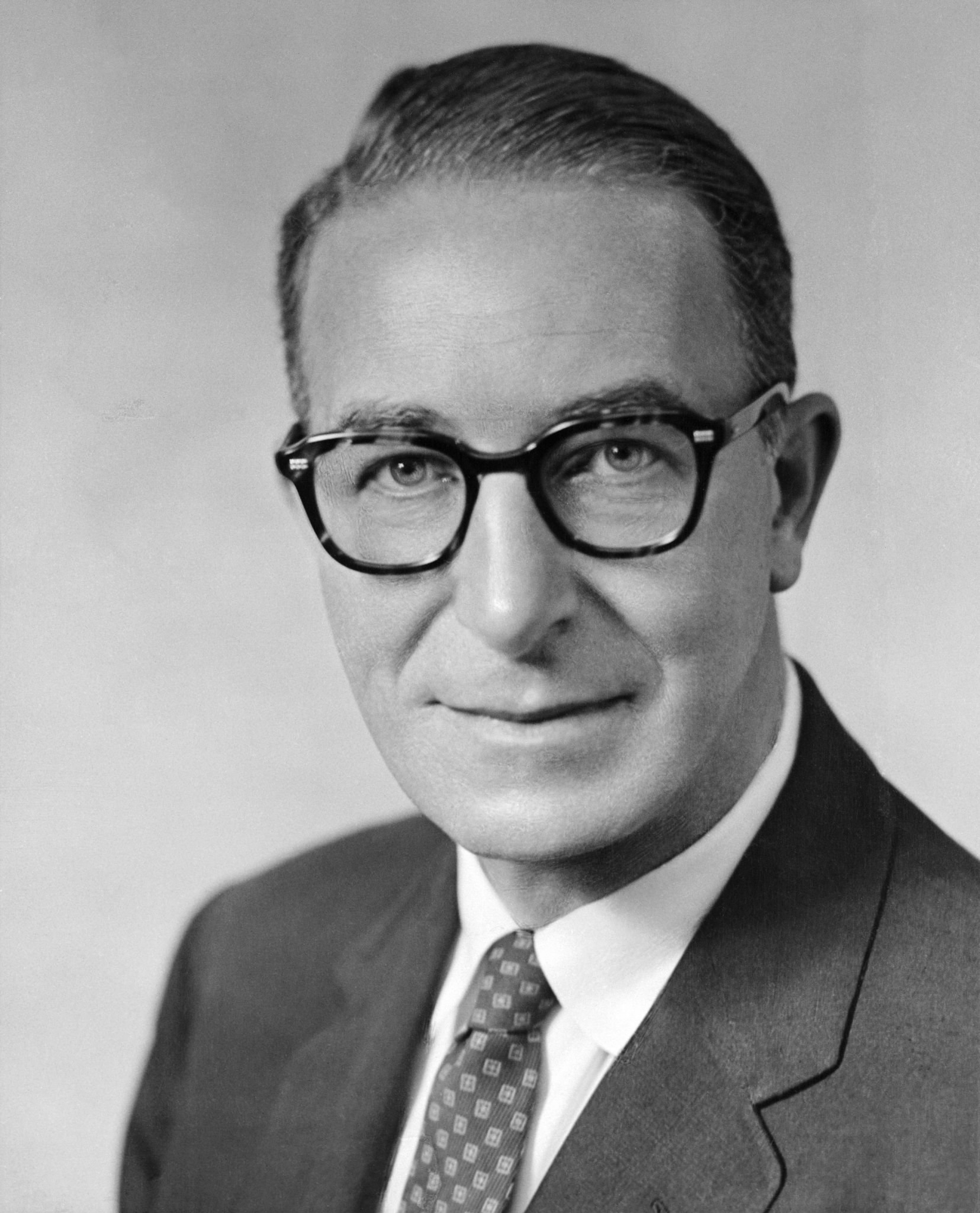
Estes Kefauver, auteur du rapport sur les comics et la délinquance juvénile

Dès que les comics ont touché des millions de lecteurs, pour l'essentiel des enfants et des adolescents, des parents et des associations se sont inquiétés de l'influence de ce nouveau média sur la psychologie et le comportement des plus jeunes. Rapidement, il a été critiqué pour de nombreux motifs : les super-héros donneraient de fausses représentations de la réalité physique, les relations entre les héros et leurs assistants seraient troubles et suggéreraient des penchants homosexuels, la vision de crimes et de monstres perturberait les esprits fragiles des enfants, etc. Ces attaques prennent parfois des expressions violentes telles que des autodafés de comics.
En 1954, la critique prend de nouvelles forces lorsque le psychiatre Fredric Wertham, dans son livre Seduction of the Innocent dresse un tableau catastrophiste de la lecture des comics en les liant au phénomène de délinquance juvénile. Repris dans des magazines, le rejet des comics prend de l'ampleur au point qu'une commission sénatoriale est créée pour juger de cette question. Fredric Wertham et William Gaines sont entendus et il apparaît que la prestation de Gaines n'a pas convaincu les membres de la commission. Aussi, pour empêcher la création d'un organisme de censure officiel, William Gaines propose-t-il aux autres éditeurs de se réunir et de financer une recherche universitaire dont le but serait d'évaluer sérieusement les méfaits supposés des comics.
Cette réunion débouche finalement, au grand dam de Gaines, sur la décision de financer un organisme, la Comics Code Authority ou CCA, qui éditerait un code listant ce qui est tolérable dans un comics et qui apposerait un sceau sur les comics acceptés. Cette décision va dans le sens des recommandations des sénateurs qui, dans leur rapport final signé par Estes Kefauver, refusent la promulgation d'une loi permettant la censure des comics mais invitent les éditeurs à réguler les publications. Les éditeurs n'ont pas l'obligation de présenter leurs comics à cette institution mais ne pas avoir le sceau de la CCA condamne de nombreux comics, qui ne sont même pas sortis des cartons par les marchands de journaux. Finalement ce sont vingt-six éditeurs (dont DC Comics, Atlas, Archie Comics) qui s'engagent à respecter le code.
Ce n'est pas le cas pour EC Comics qui dès lors voit ses ventes chuter de 90 %. En désespoir de cause Max Gaines tente de produire de nouveaux comics acceptés par la CCA, mais il est contraint de cesser la publication de ses œuvres ; seul le périodique Mad échappe à l'arrêt définitif. En effet, il n'est pas soumis à la censure du comics code car il n'est plus un comics : Mad a en effet troqué ce format pour celui de magazine. En revanche, certains éditeurs parviennent sans difficulté à vendre leurs comics sans se soucier du Comics Code. C'est le cas notamment pour Dell Comics qui est le plus important éditeur de comics (certains d'entre eux se vendent à près de trois millions d'exemplaires). D'une part, ses séries, qu'il s'agisse de celles consacrées aux personnages de dessins animés ou celles qui adaptent des films de cow-boys, s'adressent aux enfants et ne proposent rien qui puisse choquer ces lecteurs ou leurs parents ; d'autre part Dell affirme, par un insert dans ses comics, qu'il « élimine entièrement, plutôt que de le réguler, tout matériel choquant »,. Pour les mêmes raisons, Classics Illustrated refuse le sceau du Comics Code.

## L'âge d'argent (1956-1970)

### Le retour des super-héros

#### DC et Marvel
Après l'instauration du comics code, les attaques contre les comics s'estompent même si Fredric Wertham considère que la création de cet organisme est insuffisante. Les séries les plus horribles et les plus violentes ont disparu des kiosques mais on trouve toujours des westerns, des super-héros, des séries pour les plus jeunes, etc. Le renouveau des comics de super-héros a lieu en septembre 1956 avec la parution du no 4 du comic book Showcase qui marque le début de l'âge d'argent des comics. Dans ce comics, édité par DC Comics est recréé le personnage de Flash par les scénaristes Robert Kanigher et John Broome et le dessinateur Carmine Infantino sur une idée du rédacteur en chef Julius Schwartz. Par la suite, toujours dans ce même comic book sont créés d'autres personnages qui gagnent leurs propres séries, ce qui lance définitivement l'âge d'argent. C'est le cas des Challengers of the Unknown de Dave Wood et Jack Kirby (Showcase 6), de Loïs Lane (Showcase 9), de Green Lantern de John Broome et Gil Kane (Showcase 22), etc. Comme lors de l'âge d'or, ces super-héros partagent un univers commun et se rencontrent, ce qui aboutit en février 1960 à la création de la Ligue de justice d'Amérique dans le comic book  The Brave and the Bold no 28 en mars 1960. Les aventures de cette équipe sont ensuite présentées dans le comics éponyme dont le premier numéro, écrit par Gardner Fox et dessiné par Mike Sekowsky sort en octobre 1960.

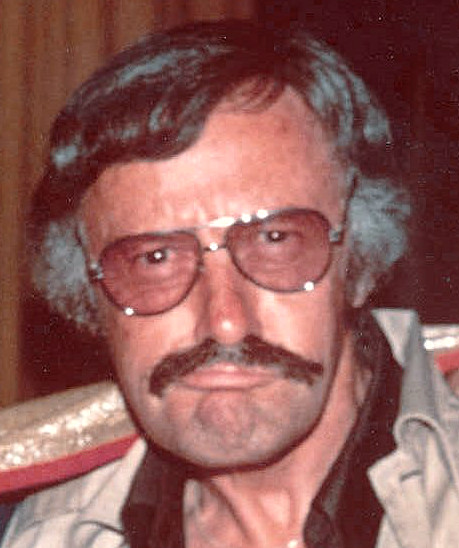
Stan Lee en 1973

Ce comic book est celui qui connaît les meilleures ventes et cela donne l'idée à Martin Goodman, le propriétaire de Atlas, de lancer aussi une série de super-héros. Il demande à son neveu, Stan Lee, scénariste et rédacteur en chef chez Atlas, de créer un comic book mettant en scène un groupe de super-héros. Stan Lee, qui, songeait à démissionner de son poste, accepte mais il choisit de mêler aux scènes de combat des moments présentant les relations entre les personnages. Il crée donc les Quatre fantastiques en août 1961 avec le dessinateur Jack Kirby qui participe aussi à l'élaboration de l'intrigue. Le succès est au rendez-vous et Atlas, qui devient bientôt Marvel Comics, publie de nombreuses autres séries de super-héros ou apparentés. Surgissent ainsi Hulk en mai 1962 (Lee et Kirby), Thor en août 1962 (Lee et Kirby), Spider-Man en août 1962 (Lee et Steve Ditko), Iron Man en mars 1963 (Lee et Don Heck), les X-Men et les Vengeurs tous deux en septembre 1963 (Lee et Kirby), Daredevil en avril 1964 (Lee et Bill Everett), etc. Le succès de ces séries fait de Marvel la première maison d'édition devant DC.
Pour retrouver la voie du succès, DC nomme Carmine Infantino directeur de la publication en 1968. La politique éditoriale de celui-ci est de donner plus de liberté aux artistes. Ce faisant, DC retrouve l'éclat qu'elle avait perdu, même si Marvel domine toujours le marché. Ainsi, Carmine Infantino engage Neal Adams qui devient le dessinateur vedette de DC. Neal Adams et Infantino créent Deadman, puis Adams reprend le personnage de Batman et en fait un personnage plus sombre. Cet aspect de Batman est par la suite maintenu par Dick Giordano qui succède à Adams. Par ailleurs Infantino engage Steve Ditko qui crée Le Creeper et Hawk and Dove en 1968.

#### Autres genres et autres éditeurs
DC et Marvel augmentent le nombre de séries de super-héros mais, à côté elles continuent à proposer des comics d'autres genres. On trouve ainsi du western comme Rawhide Kid chez Marvel ou Tomahawk chez DC, des histoires de guerre telles que Nick Fury and his howling commandos de Lee et Kirby chez Marvel et Our Army at War, qui met en scène le Sergent Rock créé par Robert Kanigher et Joe Kubert, ou encore de l'espionnage avec Nick Fury agent of SHIELD de Lee et Kirby, etc.
DC et Marvel dominent peu à peu le marché des comics mais cela ne signifie pas la disparition des autres maisons d'éditions. Gold Key, Dell Comics, Gilberton Publications, Harvey Comics ou encore Charlton Comics sont des éditeurs qui attirent toujours des lecteurs, le plus souvent en ne cherchant pas à publier des comics de super-héros mais en développant d'autres genres. Ainsi Gold Key, maison d'édition appartenant à Western Publishing distribue les aventures des héros Disney, publiés précédemment par Dell, et des adaptations de séries télévisées. Dell après la rupture de l'accord avec Western Publishing pour des raisons financières, publie ses propres comics dont de nombreuses adaptations de séries télévisées. Gilberton édite des adaptations de romans célèbres, Harvey vise le lectorat le plus jeune avec des titres comme Casper le gentil fantôme ou Richie Rich. En revanche Charlton tente de suivre le mouvement lancé par DC et Marvel mais avec moins de succès. Ainsi, cet éditeur publie Blue Beetle racheté à la Fox Feature Syndicate, The Question créé par Steve Ditko, Judomaster, Captain Atom, etc.

#### L'influence de la guerre froide
Après la disparition des comics qui mettaient le plus en cause la société américaine (dont l'action en Corée), les séries des années 1960 reprennent le discours anti-communiste qui domine alors dans le pays. Ainsi Thor ou Hulk combattent souvent des super-vilains communistes. Cependant, le récit de ces luttes ne s'attarde pas sur la réalité de la guerre froide. Les ennemis des héros sont communistes car l'ennemi de la nation est le communisme sans qu'il soit nécessaire de développer les raisons de l'animosité du vilain contre le héros. Les causes des dissensions entre les États-Unis et l'URSS ne sont pas abordées car ce qui importe est d'avoir un ennemi intéressant et des scènes de combat qui plaisent aux lecteurs. En effet, ce sont les attentes des lecteurs qui conduisent la stratégie des éditeurs et ceux-ci sont, pour cela, attentifs aux évolutions de la société et tentent d'attirer les adolescents en reprenant les sujets qui les intéressent, même si cela se fait de façon voilée. Ainsi le Docteur Strange quittant son corps pour voyager dans d'autres plans de l'existence peut être mis en relation avec les trips provoqués par l'usage des drogues tel qu'il se développe sur les campus américains.

### La bande dessinée underground
La société américaine évolue et les éditeurs adaptent le contenu à ces changements mais cela est insuffisant pour une partie de la jeunesse. Une autre forme de bande-dessinée plus en phase avec les aspirations des adolescents apparaît alors. Les comics underground, ou « comix », naissent lors de l'essor des mouvements contestataires des années 1960 et 1970. Ils développent, le plus souvent, un discours critique de la société américaine. Dès 1959 Gilbert Shelton dessine les aventures de Super Phacochère (Wonder Wart-Hog), et en 1961 paraît le fanzine Wild de Don Dohler et Mark Tarka. Les comix sont alors publiés dans des journaux underground comme East Village Other (avec des artistes tels que Vaughn Bode ou Spain Rodriguez) ou dans des fanzines. En 1964, Jack Jackson, sous le pseudonyme de Jaxon, publie ce qui est considéré comme le premier comics underground, God Nose imprimé à 1 000 exemplaires. L'édition et la diffusion de ces premiers comix est confidentielle et dépend du soutien de propriétaires de magasins spécialisés dans la vente de produits de la contre-culture ou des premiers magasins de comics. Ces revues ne sont alors pas distribuées en grande quantité mais leur influence est importante.
La conséquence est l'arrivée d'auteurs qui se lancent dans cette aventure de l'underground. En 1967 Robert Crumb publie Zap Comix. Le premier numéro est imprimé à 5 000 exemplaires. Cela encourage la même année Jay Lynch et Skip Williamson à publier un comics nommé Bijou Funnies qui prend la place du magazine Chicago Mirror qu'ils éditaient. Si les thèmes abordés et le lectorat visé ne sont pas semblables, le monde des comix et celui des comics ne sont pas sans passerelles ; ainsi Crumb et Shelton produisent des histoires pour le magazine Help de Kurtzman. Les comics underground sont souvent des œuvres auto-éditées mais des maisons d'édition spécialisées commencent à apparaître. Ainsi en 1968 Shelton, Fred Todd, Dave Moriaty et Jaxon fondent Rip Off Press et en 1970 Ron Turner fonde Last Gasp. Le nombre de comix publiés augmente (300 en 1973) et leurs ventes se chiffrent en dizaine de milliers d'exemplaires.
Cependant, après avoir atteint ces sommets, la chute est brutale. Le monde de la contre-culture américaine s'essouffle et les ventes de comix s'en ressentent. La scène underground se transforme alors peu à peu en scène alternative.

### Les magazines
D'autres éditeurs, sans choisir les voies de la contre-culture, veulent publier des œuvres plus adultes que celles présentes dans les comic books et publient des magazines, ce qui leur évite la censure du Comics Code. EC Comics continue de publier Mad qui connaît un très grand succès malgré le remplacement de Harvey Kurtzman par Al Feldstein en 1955,. Mad en 1964 est racheté par DC Comics mais Bill Gaines et Al Feldstein continuent d'occuper les fonctions qu'ils avaient avant la vente et l'identité du magazine ne change pas. Mad connaît de nombreux imitateurs dont le magazine Cracked pour lequel officie John Severin. Enfin Warren Publishing publie le magazine humoristique Help dont le rédacteur en chef est Harvey Kurtzman puis, à partir de la fin 1964, les magazines d'horreur Creepy, Eerie et Vampirella en septembre 1969 pour lesquels travaillent de nombreux artistes employés auparavant par EC comme George Evans, Wally Wood, Joe Orlando, mais aussi de jeunes auteurs comme Richard Corben ou Archie Goodwin.

## L'âge de bronze (1970-1985)

### Origines
Parmi les dates le plus souvent retenues pour marquer le début de l'« âge de bronze » on trouve celle de mai-juillet 1971 qui correspond à trois numéros de Amazing Spider-Man publiés sans le sceau du Comics Code, afin de pouvoir évoquer les dangers de la drogue. Cette initiative conduit à adopter une réécriture du Comics Code, qui autorise désormais la mention de drogues si celles-ci sont présentées sous un aspect négatif. Une autre date proposée parfois comme instaurant l'« âge de bronze » est celle de l'arrivée de Jack Kirby chez DC où il crée, seul, Le Quatrième Monde,. Enfin une dernière date est parfois préférée. C'est celle de juin 1973 car cette année-là Gwen Stacy, la fiancée de Peter Parker meurt dans le no 121 de The Amazing Spider-Man. Ce décès ancre le monde des super-héros dans la réalité car, dorénavant, des évènements importants peuvent survenir qui changent la vie des personnages. L'une des caractéristiques de cet « âge de bronze » est en effet le réalisme qui s'impose.
Cette évolution du contenu des comics est à mettre en relation avec les changements de la société américaine. Ainsi, les super-héros venant des minorités ethniques, bien qu'ils existent depuis un certain temps déjà, sont plus nombreux et mieux mis en valeur. La remise en cause de l'autorité se reflète dans les comics : Captain America change de nom pour devenir Nomad après la découverte d'un scandale semblable à celui du Watergate et Green Lantern s'allie à Green Arrow pour un voyage dans une Amérique raciste, sexiste et destructrice de la nature. Le monde des comics est alors plus complexe et plus sombre.

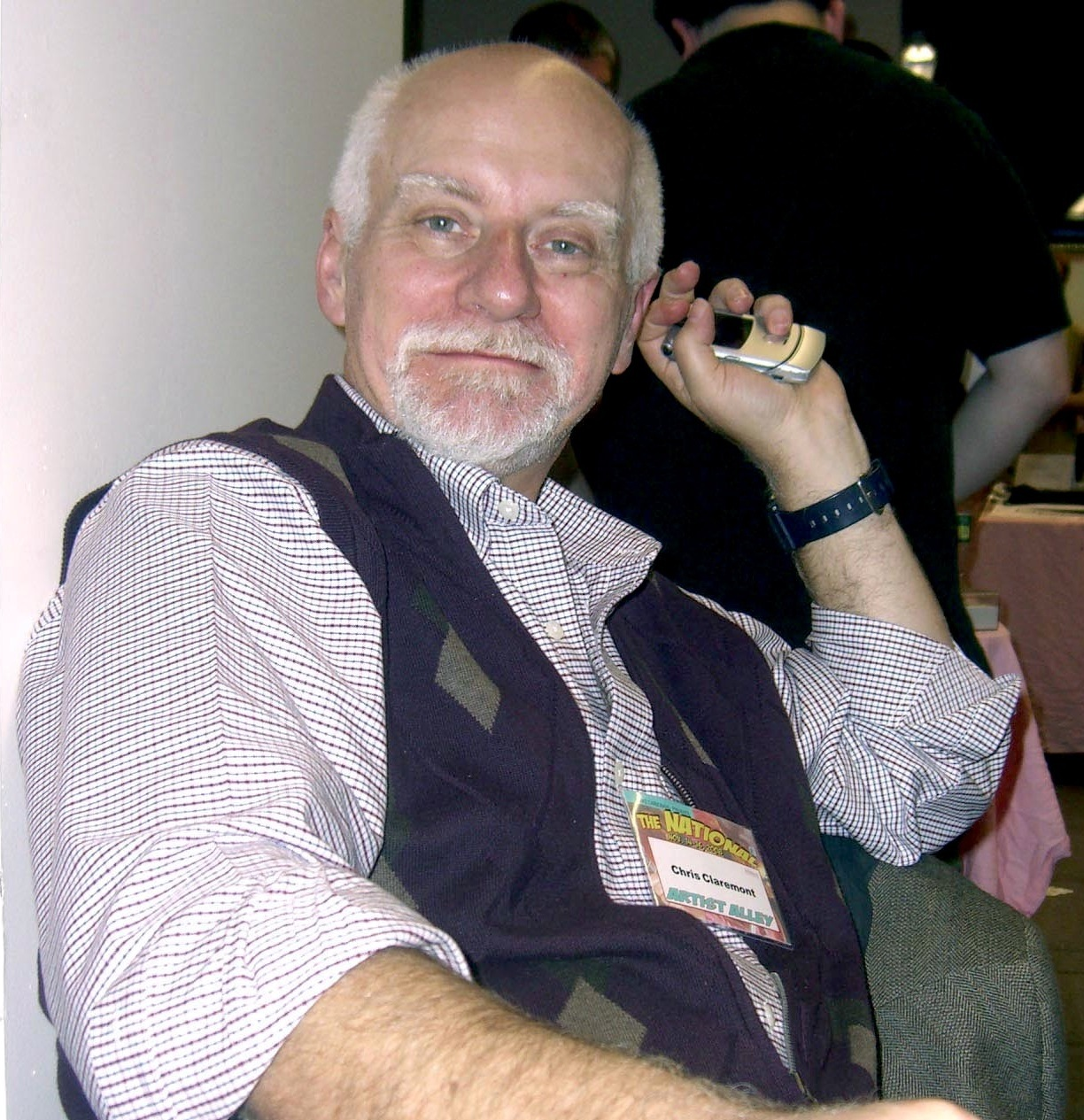
Chris Claremont, scénariste qui fit des X-Men une série à succès.

Les ventes de comics durant cette période diminuent mais certaines séries résistent, comme Superman ou Batman, qui bénéficient d'une base de lecteurs fidèles. De nouvelles séries s'imposent car elles bénéficient de la présence de jeunes auteurs talentueux. C'est le cas des X-Men de Chris Claremont et John Byrne, recréés en 1975. Ils font partie de la nouvelle vague d'auteurs qui arrivent dans les années 1970 parmi lesquels on trouve notamment comme scénaristes Dennis O'Neil, Len Wein, Marv Wolfman, et comme dessinateurs Dave Cockrum, Michael Wm. Kaluta, Jim Starlin, etc.

### De nouveaux genres
Dans les années 1970, de nouveaux genres apparaissent sur les stands comme l'heroic fantasy, l'horreur ou le kung fu. L'heroïc fantasy est représentée par des titres comme Conan de Roy Thomas et Barry Windsor-Smith édité par Marvel. Les comics d'horreur, autorisés après la refonte du Comics Code sont incarnés chez Marvel par Tomb of Dracula et, chez DC, par House of Secrets dans lequel apparaît Swamp Thing. Enfin on trouve aussi des comics mettant en scène des personnages maîtres du kung fu comme Shang-Chi créé par Steve Englehart et Jim Starlin, pour Marvel, en décembre 1973,.
Les années 1970 marquent aussi l'apparition du premier crossover entre deux maisons d'édition. En 1975, DC et Marvel publient conjointement une adaptation du Magicien d'Oz et l'année d'après elles publient une aventure mettant en présence Superman et Spider-Man. Ce type de rencontres se renouvelle souvent par la suite.

### Les débuts de l'édition alternative
Les comics underground pendant ce temps connaissent une crise, à l'image de la société américaine dans son ensemble. La contestation s'essouffle et la bande dessinée underground perd son lectorat. Les auteurs eux-mêmes ne se limitent plus à une bande dessinée contestataire et ils vont plutôt produire des œuvres personnelles dont ils restent propriétaires. Ils adoptent de nouveaux lieux de diffusion avec les magasins spécialisés dans la vente de comics. De nouveaux éditeurs indépendants voient alors le jour, car ils peuvent trouver des lecteurs sans être gênés par des problèmes de distribution. Parmi ces éditeurs on trouve Pacific Comics qui est le premier éditeur à proposer des comics accessibles uniquement dans les magasins spécialisés, mais aussi Kitchen Sink Press, NBM Publishing, Eclipse Comics, etc. A contrario, des éditeurs existant depuis les années 1930 disparaissent, ne parvenant pas à s'adapter à tous ces changements. Ainsi Dell disparaît en 1973, Gold Key en 1984. Des éditeurs plus jeunes subissent le même sort comme Warren Publishing en 1983.
Le passage de l'underground à l'alternatif commence dès 1976 quand Harvey Pekar convainc Robert Crumb de mettre en image son scénario autobiographique. L'année suivante, Dave Sim commence à publier Cerebus the Aardvark, un comics qui commence comme une parodie de Conan mais permet à l'auteur de présenter ses opinions philosophiques. Cette œuvre est auto-éditée et malgré son succès le restera jusqu'à sa fin au numéro 300 car Dave Sim désire garder le contrôle total sur son travail. En 1978, c'est Wendy et Richard Pini qui commencent leur série Elfquest, elle aussi auto-éditée, qui connaîtra des tirages allant jusqu'à 100 000 exemplaires. La création de la revue RAW par Art Spiegelman et son épouse Françoise Mouly en 1981 puis celle de Weirdo par Crumb sont deux autres étapes de ce glissement vers l'alternatif. En effet ces deux auteurs underground vont dans leurs revues donner un espace à de jeunes créateurs indépendants. Le passage de relais entre Robert Crumb et Peter Bagge à la tête de Weirdo marque cette mise en avant progressive de la jeune génération.

### De nouveaux formats
Durant ces années 1970 deux nouveaux formats sont créés : la mini-série qui est un ensemble de comic books racontant une histoire complète en quelques numéros et le roman graphique (graphic novel) dans lequel on trouve une histoire complète. La première mini-série, The World of Krypton, date de 1979 et est publiée par DC Comics.
L'origine du roman graphique est plus difficile à cerner, car plusieurs titres se disputent l'honneur d'être le premier publié sous cette forme. En 1971, Archie Goodwin et Gil Kane produisent Blackmark un album de 119 pages qui rétrospectivement a été surnommé « le premier roman graphique américain ». En 1976, sort Bloodstar de Richard Corben qui se définit comme roman graphique sur la couverture. Enfin en 1978 est publié par Eclipse Comics, Sabre: Slow Fade of an Endangered Species de Don McGregor et Paul Gulacy qui est le premier roman graphique destiné uniquement aux magasins spécialisés de comics. Ce format se développe peu à peu et sert ensuite à désigner aussi des compilations d'épisodes de comics.

### La question du droit d'auteur
Alors que l'auteur de bande dessinée était jusqu'alors considéré comme un employé qui devait donner ses planches de dessin à son éditeur qui avait tous les droits sur celles-ci, en 1973, DC Comics commence à rendre aux auteurs les planches originales des histoires publiés. Puis les responsables décident d'accorder un petit pourcentage des bénéfices en cas de réimpression des comics et d'utilisation dans un autre média. En 1976, Marvel suit l'exemple de DC. En 1978, les lois sur le copyright changent et les éditeurs commencent à proposer de nouveaux contrats pour assurer les droits de propriété sur les créations des artistes. Des oppositions entre les éditeurs et les auteurs vont surgir et c'est seulement en 1987 que le problème semble résolu bien que régulièrement encore des procédures judiciaires soient entamées par exemple le procès de la famille Kirby contre Marvel achevé en juillet 2011 (dans l'attente d'un procès en appel).

## La période contemporaine (depuis 1985)

### Les métamorphoses de l'écriture
Trois comics, tous publiés par DC Comics, sont généralement nommés comme point de départ de l'« âge moderne » de la bande dessinée américaine. Il s'agit de Crisis on Infinite Earths de Marv Wolfman et George Perez, édité en 1985 et qui permet la recréation de l'univers DC. Les origines des super-héros sont réécrites et adaptées au monde contemporain. En 1986, deux autres mini-séries donnent le ton de cet âge moderne : The Dark Knight Returns de Frank Miller et Watchmen d'Alan Moore et Dave Gibbons. Les thèmes sont plus adultes, puisque sont évoquées la sexualité et la drogue, et la violence est plus visible que dans un comics classique. Swamp Thing d'Alan Moore, édité par DC, avait déjà montré la voie et n'était plus soumis au comics code depuis le numéro 29 d'octobre 1984. Par la suite, ce type de récits se développe avec des comics tels que Hellblazer ou Sandman de Neil Gaiman. D'ailleurs, à partir de 1987, ces comics portent sur leurs couvertures l'avertissement « For Mature Readers ». Cela aboutit, en 1993, à la création d'une collection au sein de DC Comics nommée Vertigo.
Produire des contenus plus adultes n'est pas sans danger et, en 1986, des associations, des journalistes et des politiciens s'en prennent aux comics. Cela aboutit à la mise en place d'une classification par âge chez DC et par l'assurance, chez Marvel, que les règles du CCA sont bien observées. Cela va aussi conduire à la mise en accusation d'un propriétaire de magasin de comics pour vente de produits pornographiques. Il est innocenté en 1989 mais les menaces contre la liberté d'expression amènent la création, en 1987, du Comic Book Legal Defense Fond, organisme ayant pour but d'aider financièrement les personnes travaillant dans l'industrie du comics qui seraient poursuivies.
1986 est par ailleurs une date importante dans l'histoire des comics car cette année là paraît le premier tome de Maus (intitulé Maus: A Survivor's Tale) d'Art Spiegelman que celui-ci avait pré-publié dans sa revue RAW . Le second tome Maus: from Mauschwitz to the Catskills vaut à l'auteur un prix Pulitzer spécial en 1992.

### Un monde d'images
.

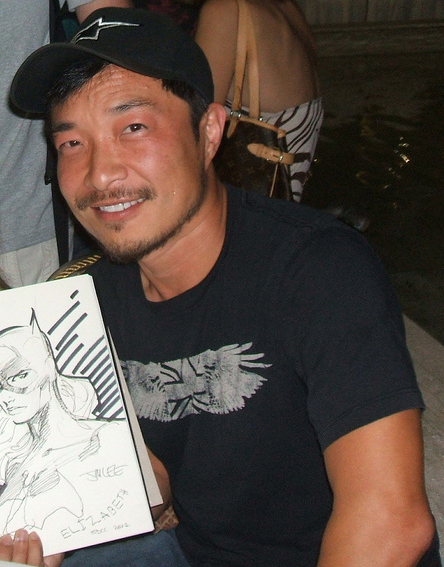
Jim Lee : un des fondateurs d'Image Comics

Jusqu'au milieu des années 1980, le lectorat des comics s'érode et les ventes, peu à peu, diminuent mais celles-ci vont de nouveau augmenter grâce à la conjugaison de plusieurs éléments. Tout d'abord une nouvelle génération d'artistes arrive et plus précisément chez Marvel Comics : Todd McFarlane, Jim Lee, Rob Liefeld, Marc Silvestri, Jim Valentino, et quelques autres sont chargés de prendre en main des héros importants tels que les X-Men ou Spider man. Les ventes des séries s'envolent : le premier numéro de Spider-Man par McFarlane se vend à trois millions d'exemplaires, X-Force no 1 à cinq millions et X-Men no 1 à huit millions. De plus, une bulle spéculative se développe car des acheteurs font le pari d'une revente à un prix élevé de numéros exceptionnels (numéro 1, évènement marquant, etc.). Les éditeurs profitent de cet engouement et l'encouragent en multipliant les séries et les numéros spéciaux. Ils créent aussi des couvertures originales (embossage, découpes, encre phosphorescente, etc.) qui sont supposées donner de la valeur à n'importe quel comics. De nouvelles maisons d'éditions vont tenter de suivre le mouvement : Valiant Comics devient la troisième maison d'édition derrière Marvel et DC alors que Image Comics, fondée en 1992 par les vedettes de Marvel (Rob Liefeld, Erik Larsen, Jim Valentino, Todd McFarlane, Marc Silvestri et Jim Lee), cherche à imposer de nouvelles séries de super-héros.

### Crise et renaissance

#### Lescomic books
En 1993, la bulle spéculative éclate car les acheteurs comprennent que des comics vendus à des millions d'exemplaires ne peuvent acquérir rapidement une valeur importante. Les spéculateurs quittent le marché des comics et cela entraîne une crise importante qui touche tous les types d'entreprises liées au secteur des comics. Le nombre des magasins de comics s'effondre et, en 1996, il passe de 10 000 à 4 000. Les entreprises de distribution disparaissent et en 1994 il n'en reste qu'une : Diamond Comic Distributor. De nombreux éditeurs disparaissent dont Valiant Comics qui est racheté, en 1994. En 1996, Marvel Comics est au bord de la faillite et doit demander sa mise sous protection du chapitre 11 de la loi sur les faillites des États-Unis. Image, de son côté, est menacé d'implosion quand deux de ses fondateurs quittent l'entreprise : Rob Liefeld devient auto-éditeur en 1997 et Jim Lee part avec ses créations pour DC Comics. Après cette crise générale les ventes reviennent au niveau des années 1980 et, en janvier 1998, Uncanny X-Men ne se vend plus qu'à 154 000 exemplaires.
Pour retrouver un lectorat fidèle, les éditeurs commencent à porter de nouveau une attention plus importante au scénario. Les récits sont complexes et s'attachent davantage aux personnages et pas seulement aux combats. En outre, des scénaristes de cinéma, de télévision ou des romanciers sont appelés pour écrire des scénarios de comics : Kevin Smith scénarise les aventures de Green Arrow pour DC alors que Joss Whedon poursuit le récit des aventures de Buffy contre les vampires, etc. Les scénarios se complexifient, les récits sont plus réalistes et la psychologie des personnages est mieux développée.
Ces évolutions dans le monde imaginaire des comics ont pu être rapprochées des crises subies par l'Amérique après la chute du bloc communiste, principalement celle liée aux attentats du 11 septembre 2001. Le traumatisme subi par les Américains à cause de ces attaques trouve un écho dans la psychologie des super-héros. Contrairement aux personnages publiés durant la Seconde Guerre mondiale, ceux que l'on trouve dans les comics des années 2000 ne portent pas un discours simpliste sur la situation internationale, ils ont une parole mesurée sans racisme. Ils apportent aussi un message d'espoir car malgré le choc subi, et comme ce fut déjà le cas lors du traumatisme éprouvé lors de l'évènement qui les fait devenir des héros, ils dépassent cette angoisse et partent combattre le Mal. Néanmoins, la lutte n'est pas aussi claire qu'elle l'était en 1940. Les difficultés de la politique extérieure des États-Unis et l'influence qu'elle a sur la société amènent les super-héros à s'interroger sur le bien-fondé de leurs actes. Les débats sur les limites à la liberté imposées par la lutte contre le terrorisme sont par exemple évoqués dans le crossover Civil War publié par Marvel.
La complexité des scénarios aboutit assez souvent à la mise en place d'une intrigue qui se développe dans plusieurs séries. Ainsi Batman : Knightfall est une histoire, publiée par DC Comics, qui compte vingt épisodes répartis sur quatre séries. Ces crossover ont peu à peu tendance à devenir un évènement habituel et sont supposés transformer de façon importante l'univers des super-héros. Ainsi, DC produit régulièrement des Crisis : Identity Crisis en 2004, Infinite Crisis en 2005-2006, Final Crisis en 2008. En 2011, le crossover Flashpoint amène la recréation complète de l'univers DC. Toutes les séries recommencent avec un nouveau numéro 1. Cela a pour but d'attirer de nouveaux lecteurs qui hésiteraient à acheter une série si ancienne qu'il est difficile de comprendre tout de suite quelles sont les motivations des personnages.
Randy Duncan et Matthew J. Smith parlent d'un « âge de la réitération » pour caractériser cette période dans laquelle les héros sont constamment recréés, que ce soit dans l'univers classique ou dans des versions alternatives. Ainsi, Marvel a créé la collection Ultimate dans laquelle les super-héros classiques ont de nouvelles origines, mais situées dans le monde actuel, une collection MAX avec un contenu plus adulte et une collection pour enfants, avec un graphisme inspiré des dessins animés.

#### Les comics alternatifs
À côté des deux grands éditeurs de comics, Marvel et DC, qui dominent le marché,, des éditeurs, qualifiés d'indépendants, parviennent à exister en proposant le plus souvent des œuvres plus personnelles et dans des genres autres que celui des super-héros. De nombreux artistes suivent les traces de Dave Sim ou de Kevin Eastman et Peter Laird les créateurs des Tortues Ninja. D'autres diffusent leurs œuvres grâce à un éditeur qui peut être spécialisé dans un genre ou être généraliste. Le premier éditeur à avoir proposé une bande dessinée alternative est Fantagraphics Books qui dès 1982 édite Love and Rockets des Frères Hernandez. D'autres éditeurs suivent le même chemin comme Drawn and Quarterly en 1989 ou Top Shelf en 1997.
Le format comic book n'est plus celui qui est utilisé immédiatement et de nombreuses bandes dessinées sont publiés par ces éditeurs directement en album. C'est ainsi que des artistes comme Daniel Clowes, Howard Cruse ou Chris Ware trouvent un lectorat pour des albums exigeants. La durée de vie de ceux-ci est beaucoup plus longue que celle des comics et leur importance se découvre dans la durée. De plus, ces comics abordent des genres et des thèmes qui sont rares voire inexistants chez les éditeurs dominants le marché : Joe Sacco propose des reportages dessinés, Alex Robinson présente la vie de jeunes trentenaires, Joe Matt publie des récits autobiographiques, etc.

#### Les autres formats
Les comic strips, comme les comic books, perdent des lecteurs. Ils occupent moins de place dans les journaux et de moins en moins de quotidiens en publient. Il existe cependant des strips qui connaissent un très grand succès comme Calvin et Hobbes de Bill Watterson ou Garfield de Jim Davis. Ces strips connaissent par la suite une réimpression en albums, comme cela se fait en Europe, et peuvent se vendre à des millions d'exemplaires. Ainsi, le monde des comic strips évolue peu, et ce sont des créations originales et touchant un très grand nombre de personnes qui en font une forme d'expression d'une grande vitalité.
Depuis les années 1980, un nouveau mode de diffusion de bandes dessinées est disponible. Grâce aux réseaux électroniques, des auteurs publient leurs œuvres sous forme de webcomics. Eric Millikin est le premier à proposer ainsi ses créations grâce à un réseau informatique, en l'occurrence CompuServe avec, en 1985, Witches and Stitches. Depuis, de nombreux artistes choisissent de diffuser leurs créations grâce à Internet et par la suite éditent parfois leurs œuvres au format papier. En sens inverse, les éditeurs de comics diffusent maintenant les œuvres papier sur Internet comme Marvel, Top Cow, Boom, etc..